# Танта
Танта (на арабски: طنطا) е град в Египет с население 429 000 души (2008). Танта се намира на 94 km северно от Кайро и на 130 km югоизточно от Александрия. Градът е център за производството на памук и главен път към Делта на Нилделтата на Нил.